# Notosudidae
Los Notosudidae son una familia de peces marinos incluida en el orden Aulopiformes, con amplia distribución mundial en aguas abisales.
Aparecen por primera vez en el registro fósil en el Mioceno, durante el Terciario superior.
No tienen vejiga natatoria y, a pesar de ser peces abisales, no tienen fotóforos; aleta dorsal con 9 a 14 radios y aleta anal con 16 a 21 radios.

## Géneros y especies
Existen 17 especies agrupadas en 3 géneros:
- Género Ahliesaurus (Bertelsen, Krefft y Marshall, 1976)
  - Ahliesaurus berryi (Bertelsen, Krefft y Marshall, 1976)
  - Ahliesaurus brevis (Bertelsen, Krefft y Marshall, 1976)

- Género Luciosudis (Fraser-Brunner, 1931)
  - Luciosudis normani (Fraser-Brunner, 1931)

- Género Scopelosaurus (Bleeker, 1860)
  - Scopelosaurus adleri (Fedorov, 1967)
  - Scopelosaurus ahlstromi (Bertelsen, Krefft y Marshall, 1976)
  - Scopelosaurus argenteus (Maul, 1954)
  - Scopelosaurus craddocki (Bertelsen, Krefft y Marshall, 1976)
  - Scopelosaurus gibbsi (Bertelsen, Krefft y Marshall, 1976)
  - Scopelosaurus hamiltoni (Waite, 1916)
  - Scopelosaurus harryi (Mead, 1953)
  - Scopelosaurus herwigi (Bertelsen, Krefft y Marshall, 1976)
  - Scopelosaurus hoedti (Bleeker, 1860)
  - Scopelosaurus hubbsi (Bertelsen, Krefft y Marshall, 1976)
  - Scopelosaurus lepidus (Krefft y Maul, 1955)
  - Scopelosaurus mauli (Bertelsen, Krefft y Marshall, 1976)
  - Scopelosaurus meadi (Bertelsen, Krefft y Marshall, 1976)
  - Scopelosaurus smithii (Bean, 1925)